# トファシュ
トファシュ（トルコ語: TOFAŞ）は、コチ財閥の傘下にあるトルコの乗用車製造会社。コチ財閥とイタリアの自動車メーカー・フィアット社との合弁企業であり、本社はイスタンブール、工場はブルサにある。社名のトファシュはTürkiye Otomobil Fabrikaları Anonim Şirketi A.Sの頭字語であり、「トルコ自動車工場株式会社」の意味。

## 概要
トファシュは1968年にトルコ初の自動車製造企業として発足し、フィアットからライセンス生産の認可を受けたフィアット・124を、トファシュ・ムラット 124（Tofaş Murat 124）として製造・販売した。次いで、ムラット 124の後継車として、フィアット・131を基とした乗用車が、トファシュ・ムラット 131（Tofaş Murat 131）、トファシュ・シャヒン（Tofaş Şahin）、トファシュ・ドアン（Tofaş Doğan）、トファシュ・カルタル（Tofaş Kartal）が長期にわたって製造され続けた。なお、トファシュ・シャヒンは、1991年からエジプトのナスル社、2006年からエチオピアのHolland Car社でノックダウン生産が行なわれている。トファシュは今なおフィアットとの密接な関係を維持しており、トルコと欧州諸国の市場向けにフィアット、アルファロメオ、ランチアの車種を製造している。また、トファシュは主にタクシーとして用いられる独自の車種も製造している。

## 画像

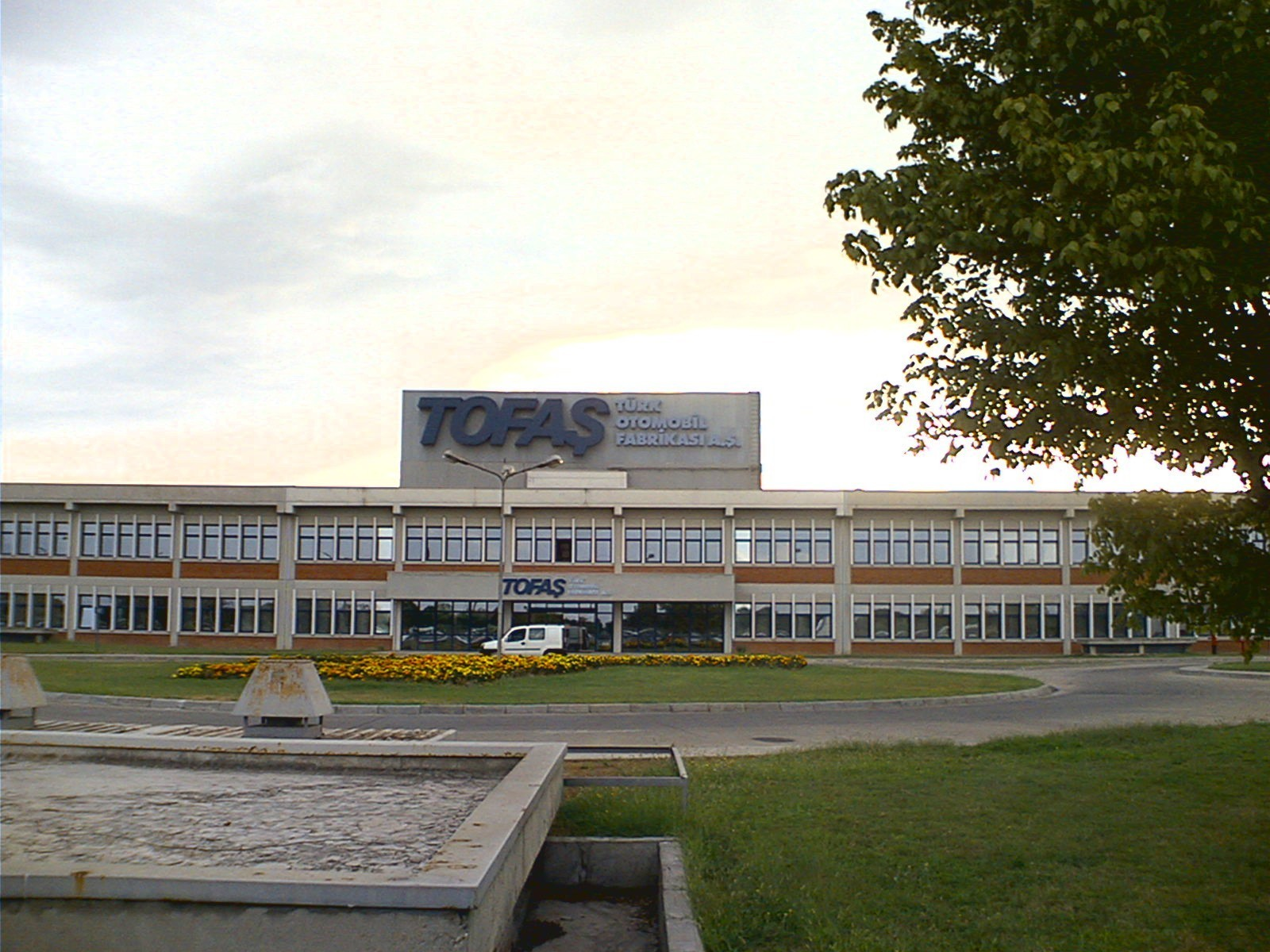
トファシュの工場（ブルサ）
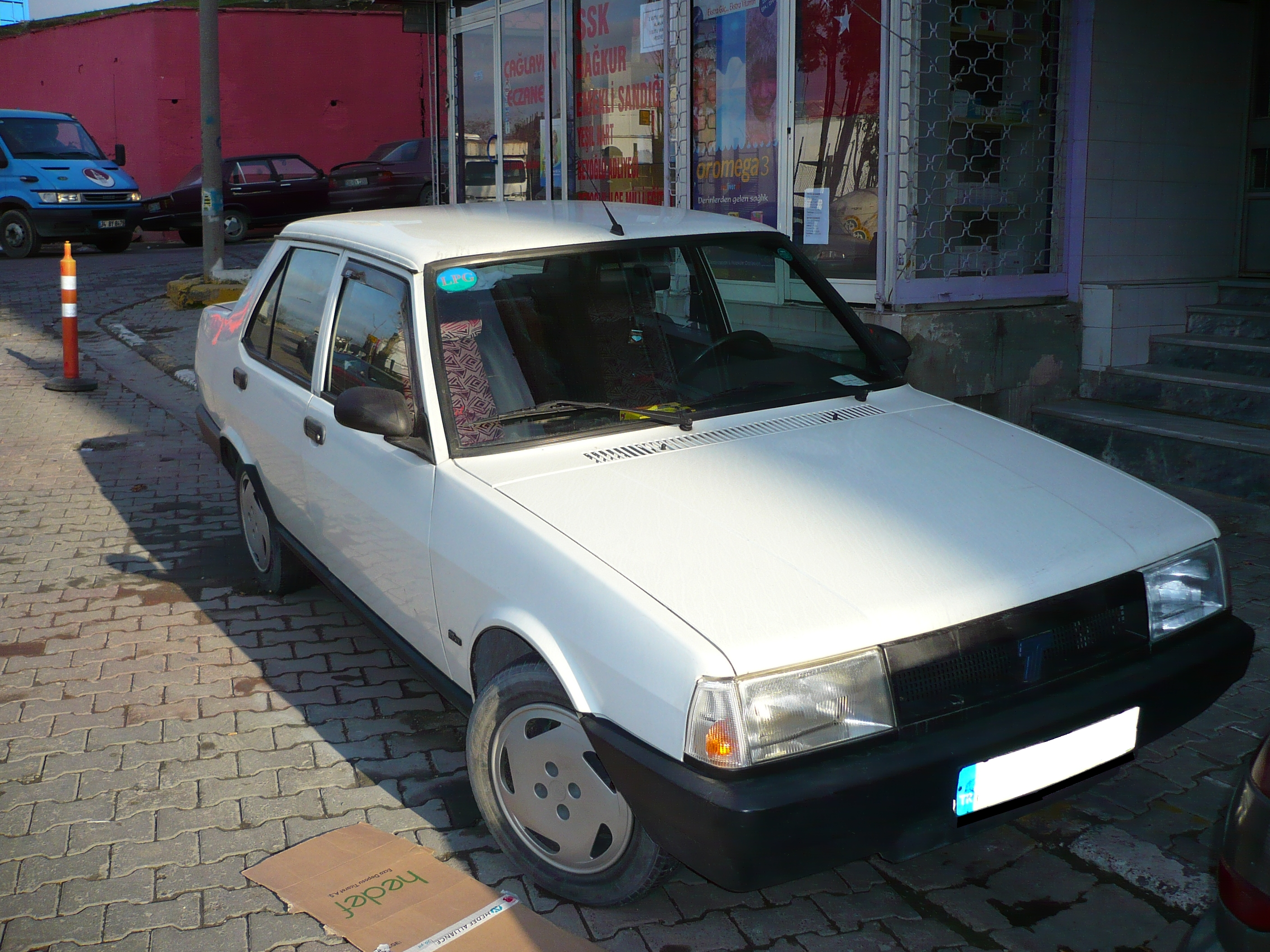
2000年製のトファシュ・シャヒン
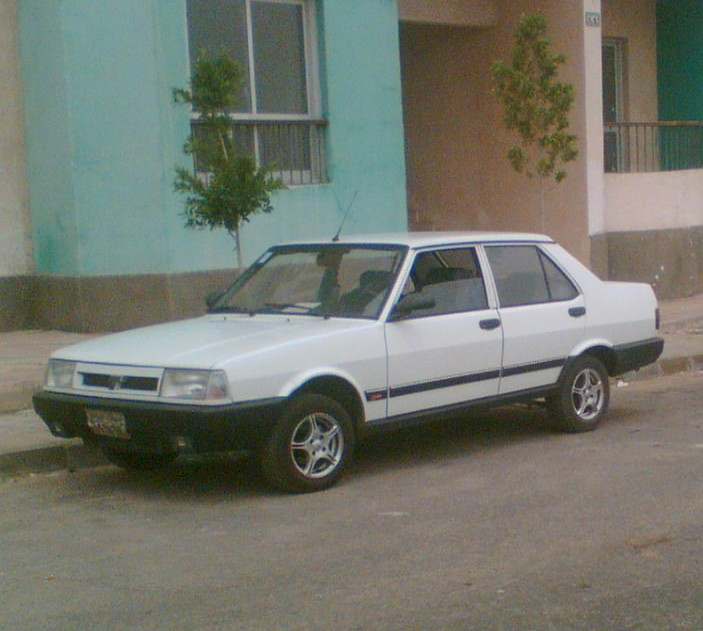
エジプト・カイロのシャヒン（2003年撮影）